# Sten Mellgren
Sten Robert Fredrik Mellgren (ur. 28 sierpnia 1900 w Oskarshamnie, zm. 3 września 1989 w Sztokholmie) – szwedzki piłkarz grający na pozycji obrońcy. W swojej karierze rozegrał 2 mecze w reprezentacji Szwecji.

## Kariera klubowa
W swojej karierze piłkarskiej grał w klubach IFK Stockholm i AIK Fotboll.

## Kariera reprezentacyjna
W reprezentacji Szwecji zadebiutował 28 października 1923 roku w przegranym 1:2 towarzyskim meczu z Węgrami, rozegranym w Budapeszcie. W 1924 roku zdobył ze Szwecją brązowy medal na igrzyskach olimpijskich w Paryżu. Od 1923 do 1924 roku rozegrał w kadrze narodowej 2 spotkania.

## Kariera trenerska
Był trenerem Västerås SK.